# Darker Secrets: Sideline Secrets II
Darker Secrets: Sideline Secrets II è film del 2008 diretto da Steven Vasquez. È il sequel del film Sideline Secrets.

## Trama
A Peter, un giovane vigile urbano, viene chiesto di guardare vari video porno che il defunto psichiatra Dr. Tyler e il suo socio Cunningham hanno realizzato usando come vittime i suoi pazienti maschi.
Entrambi morti nel primo film, hanno però lasciato irrisolto il dubbio su un particolare ragazzo scomparso. Durante la ricerca del ragazzo, Peter si ritrova disgustato e allo stesso tempo incuriosito dalla perversione sessuale dei video del dottor Tyler. Dopo aver guardato vari nastri, Peter soccombe al suo lato oscuro e squallido, ordendo le sue voglie più contorte: Peter è infatuato del suo compagno di stanza etero Todd e con i segreti appresi dal buon dottore ha intenzione di attirare Todd nel suo letto.